# Бандейранты

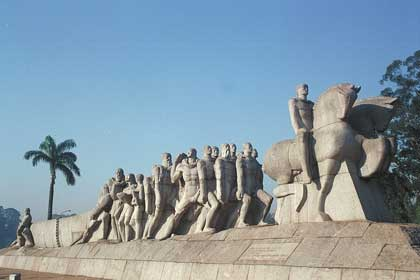
Памятник бандейрантам в Сан-Паулу

Бандейранты (bandeirantes с порт. — «знаменосцы»), также «охотники за индейцами», — участники экспедиций XVI—XVIII веков на удаленные от побережья территории португальских колоний в Америке. Первоначально бандейрантов интересовали исключительно рабы, однако позднее их походы в основном имели целью разведку золота, серебра, алмазов или других полезных ископаемых. В ходе этих походов были исследованы земли от Тордесильясской черты до современных границ Бразилии.

## Бандейры

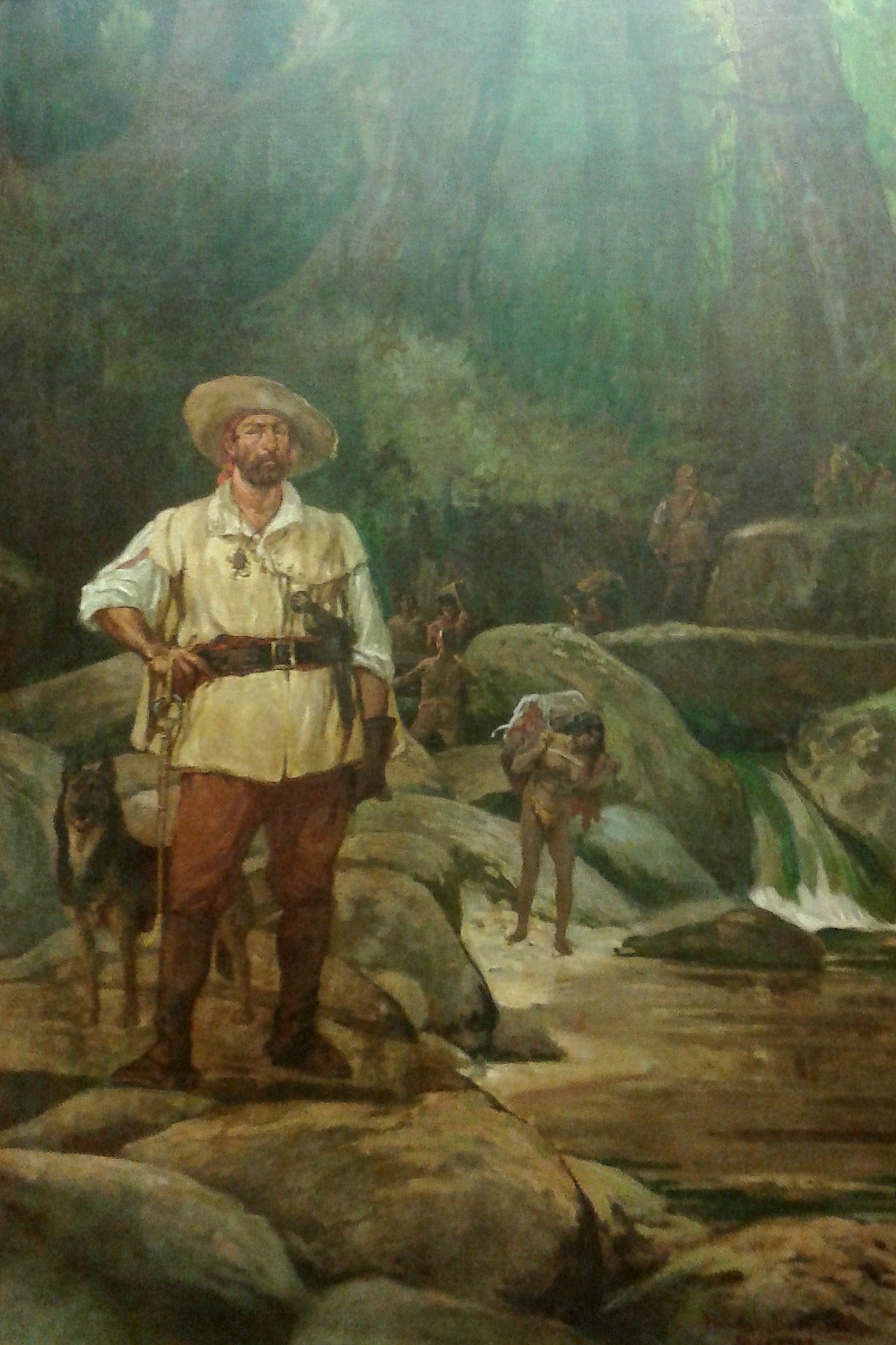
Известный бандейрант Фернан Диас Пайс (1608—1681)

Экспедиции бандейрантов, или бандейры, не были организованы властями, в них участвовали частные лица, обеспечивавшие себя всем необходимым для путешествия самостоятельно. Они уходили в сельву на месяцы и годы. Город Сан-Паулу был базой большинства известных бандейр, в связи с этим бандейранты известны также как паулисты.

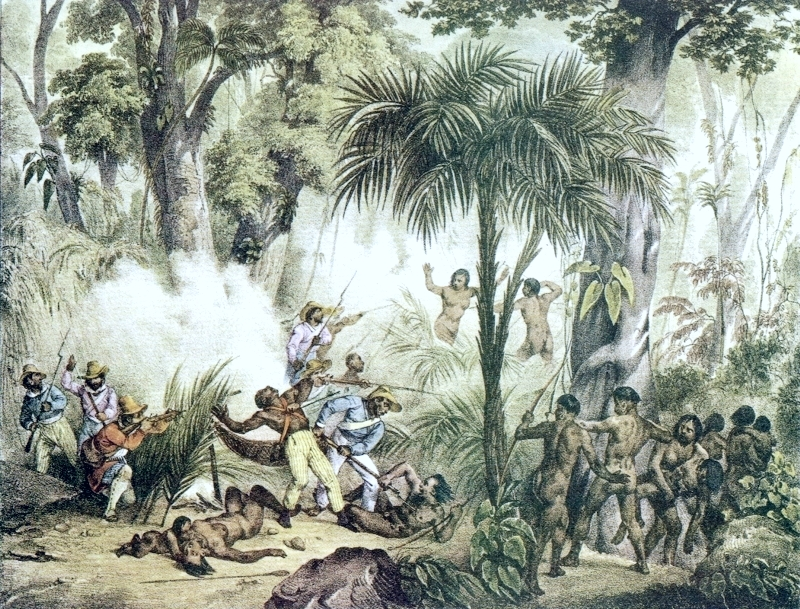
Перестрелка в сельве. Худ. Йоганн Мориц Ругендас (1820)

Кроме угона в рабство индейцев, бандейранты занимались утверждением власти Португалии во внутренних районах Бразилии. Бандейры обеспечивали португальцам контроль над местными минеральными ресурсами. Экспедиции были трудны и опасны, их участники сталкивались с голодом и болезнями. Из-за недостатка продовольствия бандейранты высаживали растения и собирали провизию по ходу пути, они же прокладывали дороги и строили поселения, то есть начали хозяйственное освоение внутренних районов Бразилии.
Несмотря на то, что иезуиты были главными противниками бандейрантов, вместе с каждой бандейрой отправлялся священник для отпущения грехов умирающим и успокоения совести живых участников. Перед уходом в экспедицию всегда служилась месса.
Когда в 1660-х годах португальское правительство назначило награду за разведку месторождений золота и серебра в Бразилии, бандейранты занялись этим наряду с угоном индейцев в рабство, а поскольку количество свободных индейцев заметно уменьшилось, через некоторое время полностью переключились на поиски драгоценных металлов.

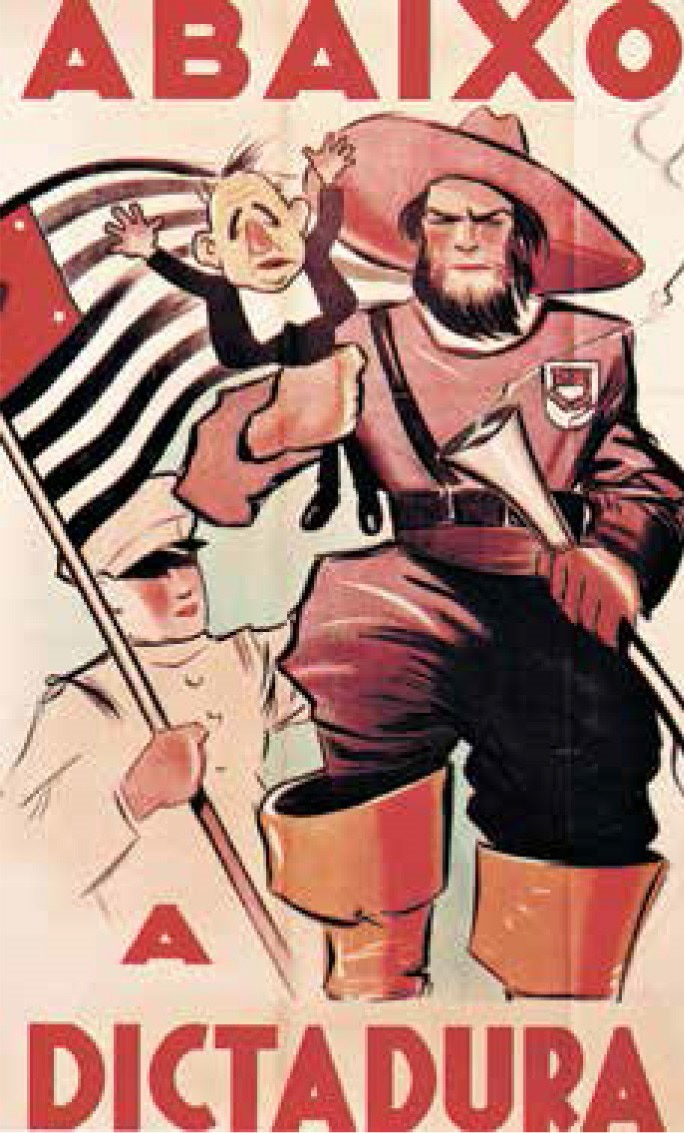
Бандейрант на плакате конституционалистов.

Бандейранты часто использовали тактику «разделяй и властвуй»: они стравливали индейские племена между собой, а потом захватывали в плен ослабленных враждой индейцев. В ходу у них были и другие способы обратить в рабов много индейцев, неся при этом мало потерь. Иногда бандейранты выдавали себя за иезуитов и служили мессу, чтобы выманить индейцев из поселений. Так или иначе бандейранты полагались на внезапность. Если это не удавалось, они окружали индейскую деревню и поджигали, чтобы выгнать из неё индейцев. Схваченных бандейранты помещали в специальные загоны и держали там, пока не набирали достаточное количество пленных для путешествия назад. Этого приходилось ждать неделями и месяцами, за это время сотни рабов умирали. Во время перехода пленных раздевали и привязывали к длинной жерди, чтобы избежать побегов.
В начале XVI века в Бразилии жило около 2,5 миллионов индейцев, а на середину XVIII века их численность оценивается в 1—1,5 миллиона. Некоторые племена, жившие вблизи атлантического побережья, вымерли от болезней или смешались с португальцами, остальные ушли вглубь континента. В уже освоенной части Бразилии возникла нехватка рабочей силы, которую не могли восполнить поставки рабов из Африки. Несмотря на то, что африканцы были более сильны, выносливы и в отличие от индейцев привычны к сельскохозяйственному труду, существовал стойкий спрос на рабов-индейцев. Африканец стоил в 10 и более раз дороже индейца, что не мешало бандейрантам получать огромные прибыли.
Известны бандейранты Бартоломеу Буэну да Силва, Фернан Диас Пайс, Антониу Родригис Аржан, Антониу Пирис ди Кампус и Бартоломеу Буэну ди Сикейра.
В 1628 году Антониу Рапозу Тавариш возглавил бандейру, в которой участвовало 2000 союзных индейцев, 900 метисов и 69 белых из Сан-Паулу. В ходе этой экспедиции была разрушена большая часть иезуитских миссий в Гуаире[где?] и угнано около 60000 индейцев.
С 1648 по 1652 год Тавариш руководил одной из самых продолжительных бандейр, прошедшей от Сан-Паулу до устья Амазонки, исследовал многие из её притоков, в том числе Риу-Негру, преодолел более 10000 км. В 1651 году он добрался до Кито и некоторое время пробыл там. Из 1200 участников экспедиции в Белен дошло только 60 человек. В 1652 году они вернулись в Сан-Паулу. По итогам этого путешествия Португалия предъявила права на огромную территорию в бассейне Амазонки.

## Миф о затерянном городе
В документе 1754 года (т. н. Рукописи 512), написанном предводителем неизвестной бандейры, отправившейся на поиски золотых рудников, был описан затерянный мёртвый город в неисследованных районах Бразилии. Современные бразильские учёные говорят о «самом большом мифе бразильской археологии». Описание развалин мёртвого города, оставленное неизвестным автором, неоднократно вдохновляло исследователей (в частности, Перси Фосетта в 1925 году) на его поиски.